# Bombinhas

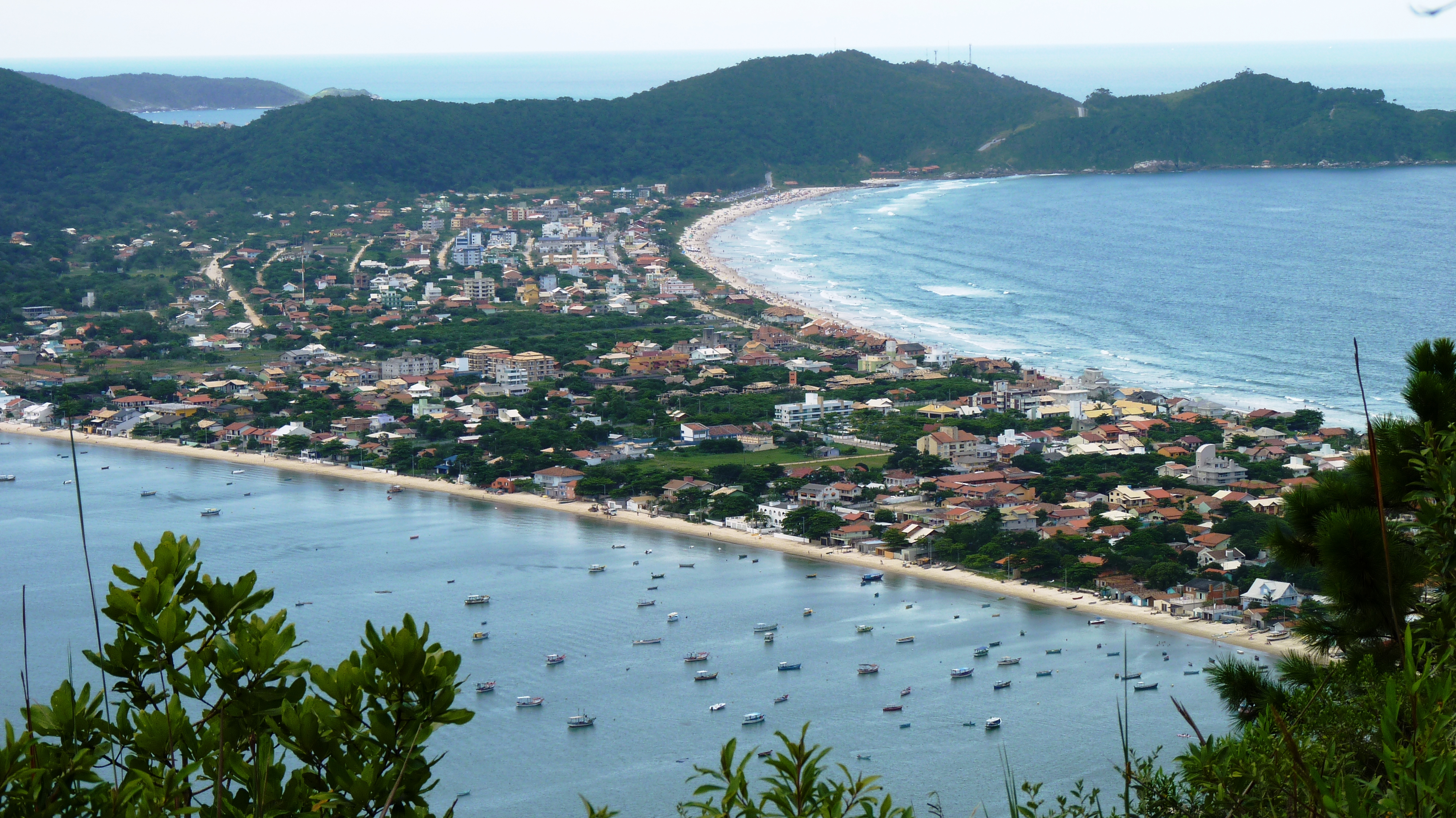
Vista de la ciudad

Bombinhas es un municipio brasileño del estado de Santa Catarina. Tiene una población estimada al 2022 de 25 058 habitantes y forma parte de la Región Metropolitana de Foz do Rio Itajaí.
Bombinhas es una ciudad rodeada de playas especiales para la práctica de deportes náuticos, como pesca, surf y especialmente para la práctica del buceo.

## Cómo llegar
En coche, el acceso es por la carretera BR-101, en el viaducto para Porto Belo.
En avión, las compañías Río-Sur y TAM tienen vuelos directos de São Paulo y Río de Janeiro para el aeropuerto de Navegantes, a cerca de 40 minutos de Balneario Camboriú. Otra opción es tomar un avión hasta Florianópolis y continuar el viaje en taxi o autobús. El aeropuerto de Florianópolis posee opciones de vuelos para otras ciudades brasileñas.

## Barrios de Bombinhas
- Centro
- Bombas
- Zé Amândino
- Sertâozinho
- Zimbros
- Morrinhos
- Canto Grande
- Mariscal

## Turismo
Las playas se caracterizan de arena blanca y mar de agua cristalina. Se observa la exuberante fauna y flora marítima desde la superficie. Ideal para la práctica de buceo. Posee 26 playas. Entre las playas más importantes, se encuentran:
- Bombinhas: playa urbana de aguas tranquilas. Ideal para el buceo y deportes náuticos. Frecuentada en época de verano.
- Bombas: playa urbana de aguas tranquilas. Ideal para el baño y la familia.
- Cuatro Islas: playa de mar abierto de olas grandes. Ideal para la práctica de surf.
- Mariscal: playa extensa de mar agitado y olas grandes.
- Sepultura: ensenada de aguas tranquilas.
- Porto da Vó: playa desierta. Ideal para la pesca.
- Canto Grande: ensenada de aguas tranquilas. Existen abundantes casas de veraneo.
- Vermelha: playa desierta de arena rojiza.
- Da Lagoa: playa de aguas tranquilas. De arena monazitica.

## Buceo
El buceo es el deporte por excelencia en esta ciudad y son varias las escuelas para aprender este deporte. La más famosa, llamada "Bay's Diver", es dirigida por el Instructor Alfredo R. Báez. Uno de los lugares más interesantes para bucear es el mar de Galé, donde se puede ver una embarcación hundida en 1957. Bombinhas alberga además la Reserva Biológica del Arvoredo formada por las islas Galé, Desierta, Arvoredo y Guijarro de São Pedro.
Bombinhas es muy concurrida durante todo el año por amantes del buceo, y en los meses de mayo a julio algunas de sus playas se cierran para permitir la pesca de la tainha, un típico pez de la zona que en esa época viene a reproducirse.

## Distancias con otras ciudades
| Ciudad         | País      | Referencia                   | Distancia en ruta (km) |
| -------------- | --------- | ---------------------------- | ---------------------- |
| Florianópolis  | Brasil    | Capital de Santa Catarina    | 65                     |
| Joinville      | Brasil    | Ciudad de Santa Catarina     | 125                    |
| Curitiba       | Brasil    | Capital de Paraná            | 260                    |
| Porto Alegre   | Brasil    | Capital de Río Grade del Sur | 563                    |
| São Paulo      | Brasil    | Capital de São Paulo         | 660                    |
| Posadas        | Argentina | Capital de Misiones          | 1017                   |
| Río de Janeiro | Brasil    | Capital de Río de Janerio    | 1040                   |
| Asunción       | Paraguay  | Capital de Paraguay          | 1166                   |
| Punta del Este | Uruguay   | Ciudad de Maldonado          | 1228                   |
| Montevideo     | Uruguay   | Capital de Uruguay           | 1324                   |
| Resistencia    | Argentina | Capital de Chaco             | 1348                   |
| Brasilia       | Brasil    | Capital de Brasil            | 1500                   |
| Rosario        | Argentina | Ciudad de Santa Fe           | 1685                   |
| Buenos Aires   | Argentina | Capital de Argentina         | 1845                   |
| Córdoba        | Argentina | Capital de Córdoba           | 2007                   |